# Droga wojewódzka 835
Die Droga wojewódzka 835 (DW 835) ist eine 220 Kilometer lange Droga wojewódzka (Woiwodschaftsstraße) in der polnischen Woiwodschaft Lublin und der Woiwodschaft Karpatenvorland, die Lublin mit Grabownica Starzeńska verbindet. Die Strecke liegt in der kreisfreien Stadt Lublin, im Powiat Lubelski, im Powiat Żagański, im Powiat Biłgorajski, im Powiat Przeworski, im Powiat Rzeszowski und im Powiat Brzozowski.

## Streckenverlauf
Woiwodschaft Lublin, Kreisfreie Stadt Lublin
-  Lublin (S 12, S 17, S 19, DK 19, DK 82, DW 809, DW 822, DW 830)

Woiwodschaft Lublin, Powiat Lubelski
- Kolonia Wólka Abramowicka
- Ćmiłów
- Głuszczyzna
- Czarniejów
- Jabłonna
-  Piotrków Drugi (DW 836)
- Gierniak
- Giełczew
-  Wysokie (DW 842)

Woiwodschaft Lublin, Powiat Żagański
- Nowy Dwór (Neuhof)

Woiwodschaft Lublin, Powiat Lubelski
- Giełczew

Woiwodschaft Lublin, Powiat Biłgorajski
-  Tarnawa Mała (DW 848)
- Huta Torubińska
- Zagrody
- Goraj
-  Frampol (DK 74)
- Korytków
-  Biłgoraj (DW 858)
- Okrągłe
- Korczów
-  Majdan Nowy (DW 853)
- Markowicze
- Księżpol
- Płusy
-  Tarnogród (DW 863)

Woiwodschaft Karpatenvorland, Powiat Przeworski
- Majdan Sieniawski
- Adamówka
- Rudka
- Wylewa
-  Sieniawa (DW 867, DW 870)
- Ubieszyn
-  Tryńcza (DK 77)
- Wólka Małkowa
- Gniewczyna Tryniecka
- Gniewczyna Łańcucka
- Gorliczyna
-  Przeworsk (A 4, DK 94)
- Wojciechówka
- Urzejowice
- Mikulice
- Niżatyce
-  Kańczuga (DW 881)
- Siedleczka
- Manasterz
- Hadle Kańczuckie
- Hadle Szklarskie
- Widaczów
- Jawornik Polski

Woiwodschaft Karpatenvorland, Powiat Rzeszowski
-  Szklary (DW 877)
-  Dynów (Dünow, Denoph) (DW 884)

Woiwodschaft Karpatenvorland, Powiat Brzozowski
- Nozdrzec
- Wara
- Niewistka
- Krzemienna
- Dydnia
- Jabłonka
- Niebocko
-  Grabownica Starzeńska (DW 886)